# 자유당 (2020년 대한민국)
자유당(自由黨)은 대한민국의 극우 정당이다. 2020년 2월 22일에 애국 자유 우파 성향을 표방하는 인터넷 언론사인 뉴스타운, 인터넷 정치 평론가 지만원이 운영하던 시스템클럽 출신 인사들을 중심으로 자유당이라는 이름으로 창당하였고 손상대의 동생인 손상윤이 대표를 맡았다. 창당 당시에는 반공주의, 자유민주주의, 극우 성향을 표방했다.
2023년 11월 27일에 변호사 출신인 이충범이 정당을 인수하고 강령과 당헌을 전면 개정하면서 제3지대를 표방하는 정당으로 바뀌었으며 정당 이름도 니가깃발이야로 바뀌었다. 그러다가 2023년 12월 28일에 손상윤을 비롯한 옛 정당 지도부가 복귀하면서 다시 자유당으로 바뀌었다. 2024년 1월 2일에 고영주가 대표를 맡고 있던 원외 신우익 정당인 자유민주당과 합당하기로 합의했고 1월 5일에 가진 공동 기자회견을 통해 당대당 형식으로 합당한다고 밝혔다. 이후 같은 해 1월 24일자로 합당 절차가 완료되었다.

## 주요 선거 결과

### 국회의원 선거
|  | 0% |

|  | 0.07% |

|  | 0% |